# Béthioua
Béthioua (arabisch بطيوة, früher Arzew, unter französischer Kolonialherrschaft Vieil Arzew, dann Saint-Leu genannt) ist eine Stadt im Nordwesten Algeriens. Sie ist nicht zu verwechseln mit dem modernen Arzew, in derselben Bucht.

## Geografie
Sie liegt in der Provinz Oran, an der Mündung des Flusses Macta. Béthioua verfügt über Gaspipelines, petrochemische Anlagen und Entsalzungsanlagen.

## Geschichte
Die Stadt entstand auf den Ruinen der antiken römischen Stadt Portus Magnus. Vieil Arzew bestand bis zum Juli 1834 aus einigen hundert baufälligen Häusern, die 400 Bewohner stammten von Berberstämmen aus Marokko ab. Als sich die Franzosen der Stadt annäherten, nahm Abd el-Kader diese ein und vertrieb die Bewohner ins Landesinnere. Im Jahr 1846 gründeten die Franzosen in Vieil Arzew eine Siedlung und nannten sie Saint-Leu.
Im Zweiten Weltkrieg landeten bei der britisch-amerikanischen Invasion Französisch-Nordafrikas im November 1942 (Operation Torch) amerikanische Truppen, die Oran einnahmen, an „Beach Z“, dem Küstenstreifen zwischen Arzew und Saint-Leu.
Seit der Unabhängigkeit Algeriens im Jahr 1962 trägt Saint-Leu den Namen Béthioua.